# Jacob Ahlsson
Jacob Ahlsson (ur. 3 sierpnia 1998 w Kumli) – szwedzki kolarz szosowy.

## Osiągnięcia
Opracowano na podstawie:
2020
- 1. miejsce w mistrzostwach Szwecji (jazda indywidualna na czas)

2021
- 2. miejsce w mistrzostwach Szwecji (jazda indywidualna na czas)

2022
- 1. miejsce w mistrzostwach Szwecji (jazda indywidualna na czas)

## Rankingi
| Rok             | 2019  | 2020 | 2021  | 2022 | 2023  | 2024  |
| --------------- | ----- | ---- | ----- | ---- | ----- | ----- |
| World Ranking   | 2151. | 666. | 1190. | 919. | 1131. | 1750. |
| UCI Europe Tour | 1397. | 539. | 878.  | 675. | -     | -     |
|                 |       |      |       |      |       |       |
| Źródło: UCI     |       |      |       |      |       |       |